# Gracie Allen
Gracie Allen (Grace Ethel Cecile Rosalie Allen) (San Francisco, Califórnia, EUA, 26 de julho de 1895 - Hollywood, Califórnia, EUA, 27 de agosto de 1964) foi uma cantora, atriz e comediante americana de vaudeville, que se tornou internacionalmente famosa como a parceira maluca e cômica do marido George Burns, aparecendo com ele no rádio, televisão e cinema como a dupla Burns e Allen.
Por suas contribuições para a indústria da televisão, Allen foi homenageada com uma estrela na Calçada da Fama de Hollywood em 6672 Hollywood Boulevard. Ela e Burns foram introduzidos no Hall da Fama da Televisão em 1988.
Bea Benaderet disse sobre Allen em 1966: "Ela foi provavelmente uma das maiores atrizes do nosso tempo".

## Filmografia
- Lambchops (1929)
- The Big Broadcast (1932)
- International House (1933)
- College Humor (1933)
- Six of a Kind (1934)
- We're Not Dressing (1934)
- Many Happy Returns (1934)
- Love in Bloom (1935)
- Here Comes Cookie (1935)
- The Big Broadcast of 1936 (1935)
- The Big Broadcast of 1937 (1936)
- College Holiday (1936)
- A Damsel in Distress (1937)
- College Swing (1938)
- Honolulu (1939)
- The Gracie Allen Murder Case (1939)
- Mr. and Mrs. North (1941)
- Two Girls and a Sailor (1944)

## Série de rádio
- The Robert Burns Panatella Show: 1932–1933, CBS
- The White Owl Program: 1933–1934, CBS
- The Adventures of Gracie: 1934–1935, CBS
- The Campbell's Tomato Juice Program: 1935–1937, CBS
- The Grape Nuts Program: 1937–1938, NBC
- The Chesterfield Program: 1938–1939, CBS
- The Hinds Honey and Almond Cream Program: 1939–1940, CBS
- The Hormel Program: 1940–1941, NBC
- The Swan Soap Show: 1941–1945, NBC, CBS
- Maxwell House Coffee Time: 1945–1949, NBC
- The Amm-i-Dent Toothpaste Show: 1949–1950, CBS